# Sport à Créteil
Le sport à Créteil (Val-de-Marne, France). La ville qui compte deux clubs professionnels (football et handball) et un grand club omnisports (USC) est récompensé en 1987 par L'Équipe du titre de la ville la plus sportive de France.

## Les débuts du sport cristolien
Le premier club sportif cristolien est créé en 1824. Les Chevaliers de l’Arc est le nom de ce club de tir. Basé dans un premier temps rue Monfray, le club du Tir de Créteil s'installe au 22 grand rue dans un centre de tir dont l'inauguration a lieu le 22 avril 1885. En 1889, c'est le club de la Société de tir de Créteil qui organise un grand concours le 22 juin. Le lendemain de ce concours de tir, le préfet autorise la constitution de la Société de jeu de boules de Créteil du président Caillet.
Depuis 1886, au moins, des courses cyclistes sont organisées à Créteil.
L'Alouette de Créteil, club de gymnastique, participe avec environ 80 autres clubs, au concours national de gymnastique organisé aux Tuileries début juillet 1888. L'année suivante, le 4 août 1889, L'Alouette de Créteil est l'un des 96 clubs prenant part au concours national de gymnastique organisé à Versailles pou célébrer le centenaire de l'abolition des privilèges. 
Le premier club omnisports est la Société athlétique de Créteil, fondée en 1905, qui pratique la boxe, la lutte, l'haltérophilie et l'escrime.
Le 20 juillet 1913, la classique course à pied professionnelle Créteil-Paris (première édition en 1899 ; Créteil-Paris ou Paris-Créteil selon les éditions) couronne le champion de France professionnel de 10 km sur route pour la quatrième fois.
Le 5 juillet 1914, Créteil est le point de départ et d'arrivée d'un course cycliste ralliant Coubert et retour.
En mai 1914, le conseil municipal de Créteil décide la construction d'un stade derrière le cimetière. La Grande Guerre retarde le projet qui aboutit au début des années 1920 avec le terrain municipal de la route d'Alfort. Ce terrain est utilisé comme camp d'entraînement du club de football du Cercle athlétique de Paris de 1926 à 1936. 
En 1923, le Prix de Créteil, course cycliste, est organisé par le CS Créteil. Baudoux, sociétaire du CSC, s'impose en 3 heures et 7 minutes.
Entre les deux guerres, le club omnisports cristolien est d'abord le Sporting Club de Créteil puis le Club Sportif de Créteil, mais d'autres clubs coexistent. L' aéro-club de Créteil fondé en 1931, notamment. L'Union sportive de Créteil voit le jour en 1936 et l'Association Sportive de Créteil est fondée en 1937. 
Le Swimming Club de Paris installe à Créteil son siège d'été en 1929. On trouve un club house où l'on peut manger et même dormir, des vestiaires, un bassin de course de 25 mètres sur 8 mètres ainsi qu'un bassin d'initiation et un plongeoir de trois mètres.

## Évènements sportifs à Créteil

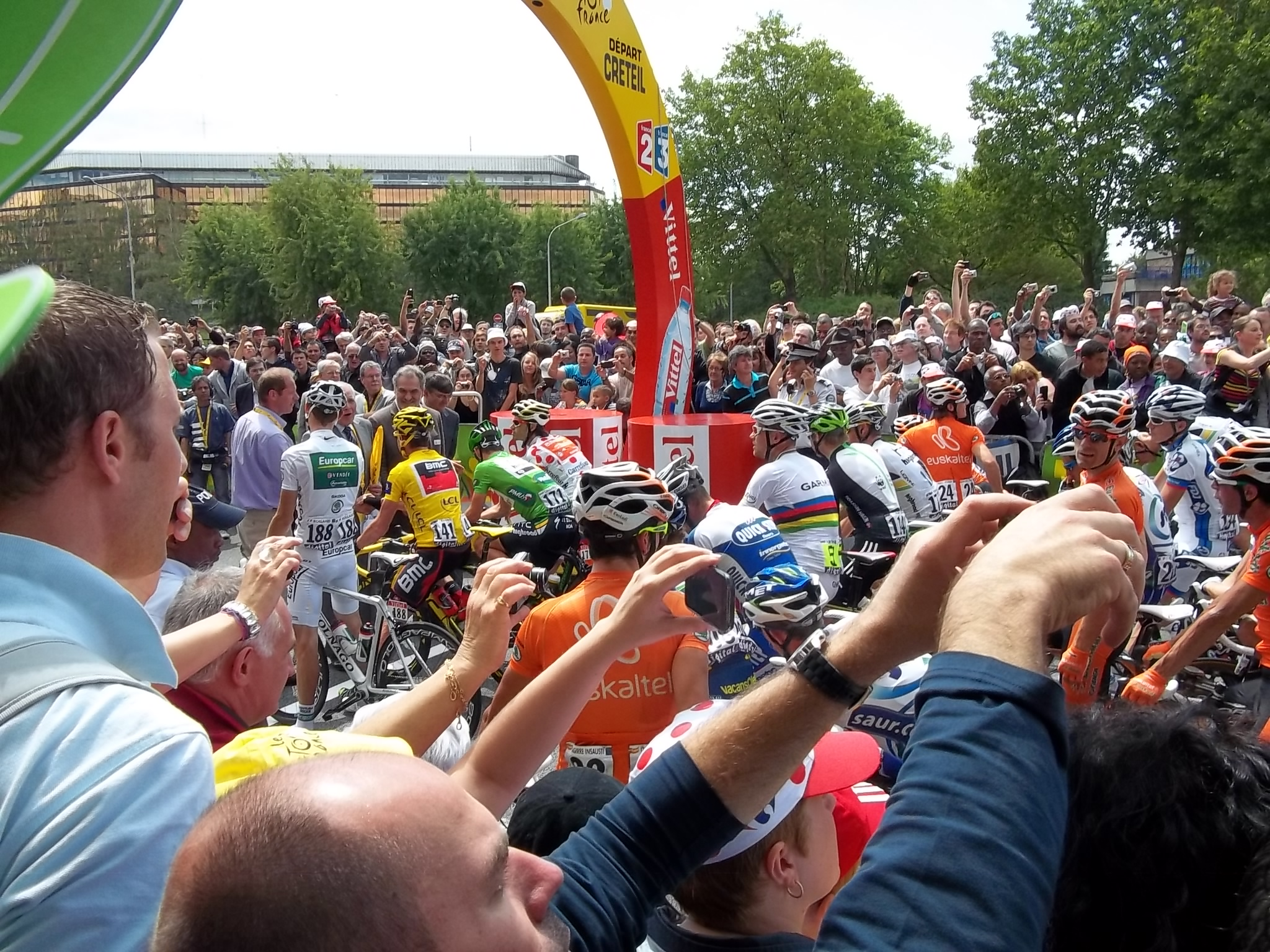
Départ de la dernière étape du Tour de France 2011 à Créteil

Le 20 juillet 1969, Créteil est ville étape du Tour de France pour la première fois. Ce jour-là, Créteil marque l'arrivée de la 22e demi-étape dont le départ fut donné à Montargis. En fin d'après-midi, la 22e demi-étape mène les coureurs de Créteil à la Cipale en contre la montre individuel. Le 2 juillet 1983, nouvelle halte du Tour de France dans la préfecture du Val-de-Marne. La première étape de cette édition de la Grande Boucle menait les coureurs de Nogent-sur-Marne à Créteil en serpentant 163 km à travers la banlieue parisienne. Le Tour fait une nouvelle fois étape à Créteil en 1987. Le 26 juillet, la ville est le départ de la dernière étape. Bis repetita en 2011. À cette occasion, inauguration de la stèle à la mémoire de Laurent Fignon, ex-licencié de l'USC.
Toujours en 1983, Créteil accueille les championnats de France d'haltérophilie du 12 au 15 mai 1983 puis les championnats de France de gymnastique du 10 au 11 décembre 1983.
Le 24 février 1985, les championnats de France de cross-country se tiennent autour du lac, tandis que les championnats de France d'athlétisme ont lieu au stade Dominique-Duvauchelle en 1989. En 2003, du 1er au 5 octobre, le palais des sports Robert-Oubron a accueilli les championnats du monde de lutte gréco-romaine.
En 1987, Créteil est sacré « ville la plus sportive de France » par le quotidien sportif L'Équipe.
Le 17 décembre 1988 est également une date importante de l'histoire du sport cristolien avec l'inauguration du Palais des sports, le sacre de la section lutte de l'USC aux championnats de France par équipes à Besançon, la razzia de la section gymnastique de l'USC aux championnats de France de gymnastique artistique à Dijon (troisième titre consécutif pour Karine Boucher au concours général, notamment) et les bons résultats des Dauphins de Créteil aux championnats de France d'hiver de natation à Vittel (2e chez les filles par équipes et 4e chez les messieurs).

## Le sport à Créteil aujourd'hui
Le sport vedette à Créteil est le handball. L'équipe professionnelle de l'US Créteil Handball évolue dans l'antichambre de l'élite (Pro D2). Le palmarès du club est copieux : Champion de France en 1989, vainqueur de la Coupe de France en 1989 et 1997, vainqueur de la Coupe de la Ligue en 2003, finaliste de la Coupe des coupes en 1989, demi-finaliste de la Coupe des clubs champions en 1990 et 2003 et demi-finaliste de la Coupe EHF en 2006.
Le football tient évidemment une place importante avec l'équipe professionnelle de l'US Créteil-Lusitanos football qui remonte en Ligue 2 lors de la saison 2013-2014 après avoir évolué six ans en National.
L'équipe féminine de water-polo collectionna les titres de championne de France avec huit titres consécutifs de 1986 à 1993, mais dans l'indifférence générale... Le club des Dauphins de Créteil reste toutefois l'un des grands clubs de la région en matière de natation. En grave difficulté, le club est racheté par l'USC à la suite du dépôt de bilan et d'un redressement financier au début de la saison 2010-2011.

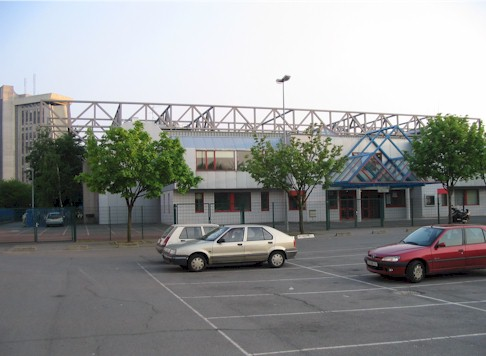
Palais des sports Robert-Oubron

La gymnastique est le point fort du sport cristolien en individuel. La médaille d'or aux Jeux olympiques d'Athènes en 2004 d'Émilie Le Pennec, licenciée à l'US Créteil, illustre parfaitement ce fait.
Citons également l'équipe de Cyclisme sur route de l'US Créteil qui évolue au niveau national. Lors de sa victoire sur le Tour de France 1983, Laurent Fignon était licencié à l'USC. Sur piste, il convient de nommer Grégory Baugé, champion du monde par équipe en 2006.
Championne de France de squash de 2009 à 2020, Camille Serme est licenciée à l'US Créteil. En 2015, elle est la première Française à remporter le British Open et en 2016, l'US Open. Son frère Lucas Serme également natif de Créteil et licenciée à l'US Créteil devient champion de France en 2017 comme Coline Aumard du même club,.
Le Stade Dominique-Duvauchelle (12 000 places) et le Palais des sports Robert-Oubron (2 à 4 000 places selon les configurations) sont les principaux équipements sportifs cristoliens. Pas moins de 15 gymnases (citons ici le plus important, le gymnase Casalis qui accueille notamment les rencontres de basket), 5 terrains de football et 3 piscines (Colombier, Lévrière et Sainte-Catherine + la piscine à vagues de la base de loisirs) complètent le dispositif. Pas de patinoire, ni de piscine de 50 mètres. En manque de terrains de football, les clubs de la ville peuvent disposer des installations du parc interdépartemental des sports comprenant pas moins de 13 terrains de football se trouvant sur le territoire communal de Créteil. À noter le développement de plusieurs clubs de football en salle ; 15 gymnases, ça aide! Créteil futsal club, finaliste de la Coupe de France de futsal en 2004, participe en 2007-2008 au Challenge national de futsal.
Le lac de Créteil permet la pratique de certains sports nautiques. Un club d'initiation à la voile existe ainsi depuis 1978.
La Marne est aussi un lieu de pratique de sport nautique. En effet, l'US Créteil Canoë-Kayak s'y entraîne toute l'année. La discipline de prédilection du club est la course en ligne mais toutes les disciplines peuvent y être pratiquées.
Le Centre Marie Thérèse Eyquem permet de pratiquer le  tennis avec 6 salles de courts, le squash avec 4 courts, le badminton avec 4 courts, les arts martiaux (L.C.R.) avec une salle, le tir (carabine et pistolet, cible fixe ou mouvante, 10, 25 et 50 m) avec un stand de tir, la musculation avec une salle et le sauna avec 2 salles.
Outre l’US Créteil, le grand club omnisports de la ville regroupant 30 sections, club de natation déjà cité, l’AS Créteil fondée en 1937 poursuit toujours ses activités avec une section de basket-ball évoluant au gymnase Allezard. Le football permet également l’existence de plusieurs clubs à Créteil : Athletic Club de Créteil, AS Portugais de Créteil, La Cristolienne, AS du Petit-Pré de Créteil, Racing Club de Créteil, AS Fair Play Créteil, Maccabi Club de Créteil et les Suprêmes Béliers.
Le 5 octobre 2014, le club du Sun frisbee club de Créteil (fondé en 1982) remporte la coupe d'Europe  des clubs d'ultimate en catégorie mixte.
Les clubs professionnels.
| Club                             | Championnat        | Stade                           | Fondation | Titres de champion |
| -------------------------------- | ------------------ | ------------------------------- | --------- | ------------------ |
| Union sportive Créteil-Lusitanos | Ligue 2 (football) | Stade Dominique-Duvauchelle     | 1936      | 0                  |
| US Créteil Handball              | Pro D2 (handball)  | Palais des sports Robert-Oubron | 1964      | 1                  |

### Palmarès national et international en sports collectifs

#### Masculin
- Football (Union sportive Créteil-Lusitanos)
  - Champion de National : 2013
- Handball (Union sportive de Créteil handball)
  - Championnat de France de D1 : 1989 (2e en 1988, 1997, 2004)
  - Championnat de France de D2 : 1984, 2011, 2014
  - Coupe de France : 1989, 1997 (finaliste en 1987, 1993 et 2003)
  - Coupe de la Ligue : 2003 (finaliste en 2004 et 2008)
  - Coupe d'Europe des vainqueurs de coupe : finaliste en 1989
- Ultimate (Sun frisbee club de Créteil)
  - Championnat de France d'ultimate outdoor open : 2000
  - Championnat de France d'ultimate outdoor open : (Esprit du jeu) 2008, 2010, 2013 et 2015
  - Championnat de France d'ultimate indoor D1 : (Esprit du jeu) 2011, 2013 et 2015

#### Féminin
- Water polo (Dauphins de Créteil)
  - Champion de France en 1986, 1987, 1988, 1989, 1990, 1991, 1992 et 1993

#### Mixte
- Ultimate (Sun frisbee club de Créteil)
  - Vainqueur de la Coupe d'Europe mixte : 2014

## Le sport scolaire et universitaire à Créteil
Les deux sports scolaires les plus pointus à Créteil sont le handball et la gymnastique. Généralement encadrés par des spécialistes de ces disciplines, les élèves cristoliens sont régulièrement suivis par les sections USC gymnastique et handball afin de détecter des jeunes talents. Citons ici le titre de champion de France UNSS de handball gagné en 1988 par les minimes masculins du collège Pasteur dont la finale nationale se joua dans la grande salle du Palais omnisports de Paris-Bercy en lever de rideau du match d’ouverture du Challenge Marrane. Le POPB était comble lors de la remise du trophée. Autre titre national remporté par les élèves cristoliens, le titre de champion de France UNSS cadets du Lycée Saint-Exupéry en 1990. Nombreux autres titres nationaux ou d’académie.
En sports collectifs universitaires, 9 équipes de Paris 12 se qualifient pour les phases finales des championnats de France universitaires en 2006 réunissant les 16 meilleures formations au niveau national dans chaque discipline : Handball masculin et féminin, volley-ball masculin et féminin, tennis masculin et féminin, beach-volley masculin et féminin et basket-ball masculin. La formation qui enregistre le meilleur résultat est celle de handball masculin qui s’incline en demi-finale. En 2005 déjà, les handballeurs de Paris 12 s’étaient arrêtés en demi-finale.
Le 26 mai 2011, lors des finales à Valence, les handballeurs de l’université Paris Est Créteil deviennent pour la première fois de leur histoire champion de France universitaire de handball.